# لحصین
لحصین یک منطقهٔ مسکونی در قطر است که در شهرداری الشحانیه واقع شده‌است.